# 将归操
〈将归操〉，唐代古诗，作者為韩愈。
〈将归操〉，后作为了古琴曲名。相传琴曲为孔子所作。 其作为古琴曲被收录在了明朝嘉靖年间朱厚爝所撰辑的《风宣玄品》琴谱中。

## 古琴曲赏析
按孔子轍環天下，道旣不行，將西見趙簡子。聞竇鳴犢之死，臨河嘆曰，美哉水，洋洋乎。丘之不濟，此命也。後人擬是歌，播之琴操，意有在焉。